# 2926 км
2926 км — населённый пункт в Чановском районе Новосибирской области. Входит в городское поселение рабочий посёлок Чаны.

## Топоним
До 2017 года официальное название — Остановочная Платформа 2926 км, позже изменено, как и у других НП, областным законом (исключены слова «остановочная платформа»).

## География
Площадь населённого пункта — 2 гектара.
Примыкает к посёлку Песцы (бывший посёлок зверофермы).

## Население
| 2002 | 2007 | 2010 |
| ---- | ---- | ---- |
| 12   | ↘7   | ↗8   |

## Инфраструктура
В населённом пункте по данным на 2007 год отсутствует социальная инфраструктура.
Путевое хозяйство Западно-Сибирской железной дороги.

## Транспорт
Автомобильный и железнодорожный транспорт.
Действует остановочная платформа 2926 км на железнодорожной линии Тарская — Обь. В пешей доступности остановка общественного транспорта «Песцы» в соседнем посёлке.